# Johann Georg Schlör
Johann(es) Georg Schlör (auch Schloer; * 14. September 1732 in Impfingen; † 20. November 1783 in Mainz) war ein deutscher römisch-katholischer Geistlicher, Kirchenrechtler und Hochschullehrer.

## Leben
Schlör absolvierte zunächst das Gymnasium der Franziskaner in Bischofsheim an der Tauber. Anschließend ging er an die Universität Mainz, an der er Philosophie und Theologie studierte. Er empfing in Mainz die Priesterweihe und ging dann nach Ingolstadt, wo er am Georgianum (Ingolstadt), dem dortigen Priesterseminar, tätig war. Anschließend kehrte er an seinen Studienort zurück und wurde zunächst Aushilfsgeistlicher an St. Emmeran, dann 1750 Pfarrer des Militärspitals St. Johann. Währenddessen betrieb er wohl weiter Studien, sodass er 1753 den Grad eines Lic. theol. erwerben konnte.
Schlör erhielt an der Universität Mainz 1757 eine außerordentliche Professur des geistlichen Rechts. Nach fünf Jahren, 1762, erhielt er die Ernennung zum Wirklichen geistlichen Rat. 1768 erfolgte seine Aufnahme als Kanonikus am Stift zum Heiligen Kreuz in Mainz, dann 1776 am Stift St. Johann dem Täufer zu Amöneburg. Schließlich wurde er am 14. Januar 1780 Dechant am Stift zum Heiligen Kreuz.
Schlör brachte parallel auch seine akademische Laufbahn voran. 1772 wurde er zum Doktor der Rechte promoviert und 1777 übernahm er als Nachfolger des verstorbenen Mainzer Weihbischofs und Ordinarius Ludwig Philipp Behlen die ordentliche Professur des kanonischen Rechts an der Universität.

## Publikationen (Auswahl)
- Diss. can. de ecclesiarum parochialium saecularitate earumque unione subiectiva monasteriis facta, Mainz 1753.
- Disceptatio iur. publici ecclesiast. ad concordata Germ. de reservatione beneficiorum et dignitatum apud sedem apostolicam, s. in curia Romana, per obitum naturalem vacantium ad literam concord. et textum cap. licet 2. de praeb. in VI°, Mainz 1762.
- Diss. i. p. e. ad conc. Germ. de alternatione mensium, s. de reserv. beneficiorum ex qualitate temporis vacantium iuxta § de caeteris vero. Frankfurt und Leipzig 1776.
- Diss. … de reserv. benef. et dignit. ex qualitate vacatione per promotionem vel translationem Heidelberg 1779.
- Diss. vindiciae legitimorum natalium liberorum e matrimoniis S. R. I. principum Augustanae Confessioni addictorum solo mutuo consensu contractis natorum, Mainz 1780.
- Diss. de praeposituris ab alternativa exceptis et s. sedi apostolicae non reservatis, Mainz 1781.